# Voluntary Agency Network of Korea
Voluntary Agency Network of Korea（VANK、バンク、ヴァンク、朝: 반크、中: 韩国网络外交使节团） は、“大韓民国の正しい姿”を世界中に広めるために、インターネット等を介して、大韓民国（韓国）に関する情報宣伝工作活動を行うことを目的とする大韓民国の反日民間組織である。

## 概要
1999年1月1日、朴起台（パク・キテ）団長により設立された。当初の趣旨は「サイバー民間外交官が海外にペンフレンドを作り、その交流を通じて“韓国の正しい姿”をインターネットを通じて伝えよう」というものだった。
しかし、2005年からは、世界に日本の「歴史歪曲」を知らせて国際社会における日本の地位を失墜させることを目的とした『ディスカウント・ジャパン運動』を提唱しており、パク・ギテ団長は「アジア各国と米国人の感情を引き出し、「米国真珠湾襲撃」「南京大虐殺」「フィリピン捕虜虐殺」を入れた動画を製作、英文ウェブサイトに掲載して米国とアジア各国に広報して、日本を世界から孤立させる「過去の歴史包囲網（과거사 포위망）」を構築する」「この왕따(いじめ)プログラムは日本国民がアジアと世界に向けて堂々と立てられるように助けるために推進する」と宣言している。
また、韓国観光公社との共同事業として、韓国の歴史認識に基づいた『韓国観光広報小冊子』を発行し世界中の観光団体や学校などに発送したり、慶尚北道との共同事業として、竹島問題について組織的・計画的に情報宣伝工作を行うサイバー独島士官学校を設立したりしており、2009年にはサイバー士官学校の生徒数が1万人を超えたと自称している。
VANKはKTでコマーシャルを放送したり、韓国国内の教育現場に「特別授業」と称して出向き、各学校に「VANKサークル」を作ることによって会員の確保を行っており、会員の多くは高校生以下の子供たちである。その過激で行き過ぎた行為からサイバーテロリストであると考えている人々もおり、その行為の中でVANKが行ったとされるもので2010年3月に起こった韓国ドメインからの2ちゃんねるへのサイバーテロ事件では、実際に、テロを主導したとされる。
2013年からは一部の大学と業務提携を行ったことにより、ウェブサイト上等で「韓国史の間違った情報を訂正して、日本の歴史歪曲を知らせる」VANKの活動をすることで、学生が単位を取得できるようになり、様々な言語を専攻する学生を「グローバル歴史外交大使」として宣伝工作に当たらせている（#日韓関係における活動を参照）。同年、竹島問題と慰安婦問題を関連した問題を、いかにして海外に発信するかというPR戦略の研究成果の講演を行った。
2018年4月には、世界の有名放送局、世界史の教科書、国際機関、大学などが、韓国を中国と日本という鯨の間に挟まった海老のように歴史的に周辺強大国に振り回される弱小で無能力な国として描写しているとして、韓国の歴史がそうではなかったと認識させる情報工作を展開していくと表明した。

## 支援団体
VANKの支援主体は2009年までは韓国学中央研究院、2009年以降は東北アジア歴史財団独島研究所で、李明博政権時代（2008年2月25日 – 2013年2月24日）には韓国教育科学技術部に直接指示して国家予算を配分している。
近年では国からの直接の支援はないが、教育部からは「韓国学中央研究院」または「独島研究所」に、研究予算の一部が流れていると言われている。
2008年、韓国のネイバー社はVANKに1億ウォンを寄付した。同2008年に大統領となった李明博は、教育科学技術部に対してVANKへ5000万ウォンの予算を配分するよう指示した。
2009年、焼酎メーカー眞露社の支援でVANKはサイバー独島士官学校を創設した。

## 関連団体
2008年2月25日 – 2013年2月24日に韓国政府がVANKへの予算配分を支持していた。韓国の大統領直属の国家機関である国家ブランド委員会（2013年に廃止）も、ディスカウントコリア問題の提起により“韓国の正しい姿”を世界中に広める活動を当時検討しており、VANKの主張意見ディスカウントジャパン運動と密接に関連していたと思われる。国家ブランド委員会魚允大（オ・ユンデ）委員長が、2010年11月にソウルで開催されたG20に関する韓国メディアの取材に答えて、「G20参加国の小・中学校教科書に掲載されている韓国に関連する内容のうち誤った部分について正していく」、「海外のウェブサイトやブログやYouTube等で、韓国に関連する不正確な情報をすべて修正し、韓国のブランド価値をさらに高める」ことを活動のひとつとしてあげている。例えば韓国KBSの報道によると、日本のネチズンが竹島問題に関して日本の領有権を主張する動画をYouTubeにアップロードしていることに対して韓国ネチズンらが韓国の外交部に動画を遮断するよう請願しており、外交通商部は関連部署の国家ブランド委員会（2013年に廃止）と協議することを言明していた。

## 日韓関係における活動
韓国と日本の間には、いくつかの論争があるため、VANKは日本を「主敵」と定めて重点的な攻撃を行っている。VANKの主張は、「日本海呼称問題、竹島（韓国名:独島）領有権問題、歴史教科書問題に関して、日本が経済力とロビー活動を通じて世界中に「誤り」を拡散させており、これを是正しなければならない」というものである。
さらに、VANKは「慰安婦問題や日本海呼称問題など、日本の『歴史歪曲』が、日本と韓国だけの問題ではなく、世界平和に深刻な脅威になる」と主張し、これを全世界に知らせようという「ディスカウント・ジャパン運動（日本引きずり落とし運動）」を始めている。
2013年からは、光云大学校社会科学大学、漢陽大学校国際文化大学と業務提携をし、VANKの活動を行えば学生が単位を取れるようにする。学生たちは、世界の大学図書館、教科書、ウェブサイトなどに記された「東海（日本海）、独島（竹島）、慰安婦等の韓国史に関する誤り」を訂正する活動を行ったり、TwitterやFacebookで、これらの情報を拡散する活動を広げる。漢陽大では初年度に100人がVANK講座を受講した。

### 日本海呼称問題に関する活動の例
VANKの活動は、特に日本海呼称問題に関して熱心であり、日本海（英: Sea of Japan）の呼称を「東海」（英: East Sea）に変えるよう運動を続けている。朴団長によると、「日韓併合以来、日本国政府が続けてきたロビー活動により100万件を超える『歪曲』（＝日本海という呼称）が蔓延しており、これを正さねばならない」という。
2002年9月以来、国際水路機関 (IHO) の会員国81カ国の政府機関・市民団体・マスメディア・教育団体など、2,000を越えるウェブサイトに対し、「日本海」表記に関する抗議の電子メール発送運動を継続して行っており、これまでに、Lycos, Google, National Geographic, World Atlas 等、300以上のウェブサイトやブリタニカ百科事典等の刊行物に対して、自らが歴史的正当性を主張する「東海」を併記させる「訂正」を求めているという。
VANKの活動により、1999年時点で3%しかなかった世界の主要機関・地図制作会社・出版社の日本海/東海併記の世界地図が、13年後の2012年時点では30%にまで増加している。
- 2005年3月5日、フランスのドキュメンタリー専門チャンネル、アルテテレビが『地図の裏面、日本(3):領土』という15分の教養番組を放映した。番組中では「竹島」表記が用いられ、竹島は日本領土であると紹介されていたため、VANKは韓国政府とともにアルテテレビに抗議を行い、アルテテレビは再放送を中止した[17][18]。
- 2005年8月には、Google Earth において日本海の名称が「東海」単独表記に改められた[19]。これに日本の2ちゃんねらー（特にVIPPER）らが激怒し、田代砲などでVANKのサーバをダウンさせた。この事件は、日韓のテレビニュースでも大きく取り上げられ、朝鮮日報は「サイバーテロ」であるとして批判した。
- 2005年10月、インドの世界地図・国家情報ポータルサイト"Maps of world"が、VANKが送ったメールにより、独島単独表記と日本海/東海併記への変更を行い、騒動になったが、日本のインターネットユーザーの指摘により、独島単独表記については、Liancourt Rocksとの併記に戻り、日本海の名称については、「日本海が正式名称であり、韓国ローカルで東海と表記される」との但し書き文が付いた日本海単独表記へと再変更された。この事件の後、朴団長は「商業性を優先する巨大企業に対して、経済大国日本の、無視できないほどのロビー活動の圧力が働いた。」と、ロビー活動を行ったとする日本（真偽は不明）と、圧力に屈したとするMaps of worldを批判した[20]。
- 2006年2月、VANKはYahoo!が日本海/東海併記を行ったと発表した。同時に、2006年の年間事業として、韓国人と韓国系在外同胞を『平和大使』に任命し、日本人・中国人に正面から乗り込んで行き、手紙や電子メール、インターネットメッセンジャーなどで草の根交流を行い、彼らの「誤り」を彼ら自身の手で訂正させるよう働きかけようとする「アジア・ピースメーカー運動」を行うと発表した[21]。
- 2006年3月、VANKは自らの活動の成果が現れないこと（「誤り」の訂正が、すぐに再訂正されること）に関して、「アメリカ中央情報局 (CIA)が日本の肩を持ち、日本のロビー活動に協力している」との主張を行い、CIAへの批判を行った。その証拠として、CIAホームページが「日本海」表記をするなど、日本の主張通りの掲載を行なっていることを挙げた[22]。
- 2006年5月、VANKはウィキペディアやブリタニカ百科事典など世界の主要サイトで、独島表記がLiancourt Rocks表記に書き換えられる事例が増えてきており、CIAホームページが日本海表記とLiancourt Rocks表記をしていることがVANKによって確認されて以降、Liancourt Rocksの検索ヒット数が急激に増え、5月現在で3万件を越えたと発表した。VANKは、これを竹島を紛争地域化しようとする日本と、それに協力しているCIAの活動の成果であるとした。同月、Yahoo!の地図サービスが南海（朝鮮海峡）全域を日本海表記を行い、竹島をLiancourt Rocks表記をしていると発表した。その上で朴団長は、瀬戸内海や渤海が沿岸国の表記に従って表記されているとし、日本のロビー活動の結果により「南海まで占領された」として、日本とそれを放置したとする韓国政府を批判し、韓国の歴史と領土を英語で説明した「韓国版ナショナルアトラス」を全世界に7,000枚配布することを明らかにした。ちなみに、朝鮮海峡全域は、国際水路機関 (IHO)の取り決めにより日本海の一部である[要出典]。
- 2006年6月、VANKは、世界の53の地図で韓国が中国領になっている「誤り」が発見されたと発表した。同月、スイスエアラインズ発行の機内誌にある世界地図に、韓国・北朝鮮の表記がなかったとし、"Sea of Japan"表記とともに「誤り」だと批判した。
- 2006年7月、VANKは、スウォッチのホームページで済州島を日本領とする誤りがあったと発表した。また、朝鮮民主主義人民共和国（北朝鮮）のミサイル乱射のニュースに関して、世界の主要メディアが、"Sea of Japan"と表記したことを「日本の領土拡張の野望と持続的なロビー活動の成果」とし、日本を批判した。その上で、「韓国と日本の領土紛争の本質は『東海VS日本海』にある。だから、東海の広報運動を積極的に展開する」とした。
- 2006年10月、VANKは、北朝鮮の核実験を報じたABCやCNNなどの欧米のメディアが日本海表記をしたことを批判した。同月、日本のアイドルグループ嵐が2006年7月に発売したアルバム『ARASHIC』において、Sea of Japan表記をしている世界地図を背景に記者会見を行っている写真を掲載しているとし、「嵐側に是正を要請し、それが受け入れない場合は、嵐の商品に対する不売運動を行う。」と表明した。
- 2006年11月、VANKは、34機関の53の地図で韓国が中国領として表記されていることを発表した[要出典]。それとともに、Yahoo!ジャパンが竹島単独表記と島根県所属にしていることを批判した。また、同年5月に問題化させたYahoo!地図サービスについて、南海を朝鮮海峡、日本海単独表記だったのを日本海/東海併記に改めたとした。同月、ニュージーランドの茶販売会社「ベル・ティー・カンパニー」が、自社サイトで韓国を中国領と表記する"誤り"があったとした。
- 2007年1月、VANKは、盧武鉉が、日韓首脳会談の席で、日本海の呼称を日韓両国に配慮して「平和海」にしようと提案したことについて、「日本に、韓国政府が東海主張を引き下げたという間違ったメッセージを送った。我々が頑張っているのに、盧武鉉の誤った発言は、日本が国際社会に主張する宣伝材料にされるだろう。」として、盧武鉉を批判した。
- 2007年2月、世界中の教師や子供に国際連合を広報する国連の国家情報サイト「サイバースクールバス」が日本海単独表記を行っているとし、「国連は国際的規範を自ら崩している」とこれを批判した。さらに、朴団長は国連に対してインターネットを通じた働きかけを開始したことを明らかにし、「国連サイトの日本海単独表記を放置することは、国際水路機構の総会に影響を与える」との論理を展開した。同月、中国政府が公式ホームページで日本海単独表記を行っていることに関して、抗議活動を行うことを発表した。同時に、"歪曲"を行っている団体に対して「集団抗議書簡を送る運動を常に行う」意向を再確認し、2007年4月にも、世界200ヵ国の国家情報報告書を英語で掲載するインターネットサイトを開設すると発表した。今後は、これを世界中の各機関に活用してもらうように求める活動を行い、「これまでの守りの姿勢を改め、今後は攻めの広報を行う」とした。同月、中国・国家観光局が制作し朝鮮語版中国案内地図が、朝鮮語で日本海表記している他、ソウルの漢字表記を『首爾』ではなく『漢城』としているとし、VANKでは中国・国家観光局及び外交部に「集団抗議書簡」を送った。
- 2007年3月、VANKは国連食糧農業機関 (FAO)が日本海表記しているとし、これは、1977年の地名標準化会議で取り決められたとされる紛争地の地名について、当事国の地名をすべて表記するという原則を、国連が破ったとして批判した。それと同時に、竹島を日本領と表記していることを抗議して削除させたことがあると発表した。
- 2007年5月、VANKはIHO総会に合わせて東海表記の正当性を主張する動画をYouTubeなどの世界中の動画サイトに一斉に挙げる活動を行ったが、韓国政府自体が東海表記の建議を取り下げたため、梯子を外される格好となった[23]。また、VANKは、日本海表記に決まった場合は、IHOの国際的地位を失墜させる運動を展開すると宣言した[24]。IHO総会では、結局東海表記採択は行われず、また議長が提案した日本海の空白化採択自体も行われず、日本海表記が踏襲された。同月、VANKは、バロンズ社が発行したアメリカの大学進学適性試験の教材で、新羅を朝鮮半島で初の国家と表記しているとし、中国の東北工程の世界化戦略に協力していると批判、抗議書簡を送るように求めた[25]。

現在もVANKは、世界中のウェブサイトなどに「誤り」の「訂正」を求めて、多くの電子メールを送る等の運動を行っている。

## 中韓関係における活動
中国人の一部で嫌韓感情が高まる中で、中華人民共和国のインターネットについても活動を開始している。活動の内容としては、嫌韓感情をやわらげるというものである。ただし、VANKは『高句麗論争』について、中華人民共和国の主張は完全に歪曲であるとして、韓国政府の主張を全面的に支持しているため、むしろ中国の嫌韓感情を煽る結果になってしまった。また、最近は日本だけでなく、中国へのDoS攻撃も増えている。また、白頭山（中国名: 長白山）・鴨緑江・豆満江の名称問題にも介入している。
- 2003年2月27日、VANKは、全世界の教科書出版社および学校図書館を対象に「韓国誤謬是正運動」に着手すると明らかにした。VANKは、「全世界の学生の韓国に対する認識を形成させる外国の教科書に、東海を日本海に、また韓国を中国や日本の属国で貧しい農耕国家に記述している。…こうした教科書の間違いを指摘し、韓国を正確に理解するために必要な資料を伝え、大々的な改善を求める計画」とし、独自構築した「オンライン教科書誤謬是正網」を通じて米州、欧州、アジアの約300の教科書出版社に対して教科書の内容改善の要求や教科書の「日本海」表記に対する抗議メールの送信、東海と表記された英文の世界地図の普及などの運動を取り組む。VANKのパク・ギテ団長は、「韓国に対する外国教科書の記述に間違いがあるという指摘がなされて久しいが、いつも問題提起で終わってしまった」「ネチズンの力を借りて全世界の教科書記述の間違いを全部正したい」と抱負を語っている[30]。
- 2004年7月25日、世界70ヶ国、20ヶ国語で放送され、全世界で2億世帯以上が視聴している世界最大の歴史専門ケーブルテレビヒストリーのウェブサイトが中国の東北工程と日本の任那日本府を支持する内容を紹介するなど、朝鮮の歴史全般にわたって「誤った情報」を掲載して、衝撃を与えている[31]。VANKによると、ヒストリーの朝鮮の歴史の「間違い」は、中国外交部のホームページが高句麗の歴史を削除し、中国外交部のホームページが日本海表記および任那日本府を支持する表現するなかで発見された[31]。ヒストリーは、朝鮮の歴史は「日本と中国の従属国」と紹介し、「朝鮮は朝鮮の全ての歴史をひっくるめて中国と日本から強力な影響を受けた国家（Chinese and Japanese influences have been strong throughout Korean history）」だと叙述し、また「朝鮮を最初に建国したのは中国の学者箕子で、朝鮮は中国の植民地から最初の国家が始まった中国の植民地国家だった」と叙述した。さらに、新羅の三国統一が中国の支持を通じてのみ可能だったと強調し、三国統一過程における新羅の役割を縮小および削除して、中国の支援を強調し、三国の建国年度についても、紀元前37年に建国した高句麗は100年、紀元前18年の百済は250年、紀元前57年の新羅は350年とそれぞれ叙述し、高句麗からは137年、百済からは268年、新羅からは407年の歴史を無くした[31]。壬辰倭乱は、朝鮮人の抗争は紹介せずに中国の助けだけで朝鮮が壬辰倭乱から逃れたと記述しており、また、丙子胡乱以後はまさに中国の植民地になり、外国との接触を絶って「隠遁の王国」に転落したと紹介した[31]。また、朝鮮王朝を「李氏王朝 (Yi dynasty) 」と表記するなど日帝強制占領期当時、朝鮮王朝の伝統性を否定するために作った用語を相変らず使用し、日帝強制占領期は、日本の助けで朝鮮が社会的・経済的に膨大な発展を成し遂げ、特に最新の産業と鉄道を建設したと掲載、朝鮮人の独立運動をも過小評価していることが分かった。また、「東海表記」に関しても「日本海」と2度叙述した。VANKのパク・ギテ団長は、「これは韓国の全体の歴史が『日本と中国の従属国』だったという歴史観で、任那日本府説と東北工程を間接的に支持する資料として誤用され得る」「このチャンネルの韓国史の間違いは、中国が中国だけの東北工程プロジェクトから抜け出し、海外の有名歴史放送を通じて世界的に公認された東北工程プロジェクトになるよう大々的な広報をしていることを立証する客観的な証拠」と指摘している[31]。
- 2004年、スペインメディアの『エル・ムンド』が、「韓国は4228年間にわたって中国の植民地だった」「韓半島は長い歴史のなかで数多くの侵略を受けてきた。中国に1895年まで属していたが、1910年の韓日合併までの15年間にわたって独立を味わったりもした」「建国時点である紀元前2333年から日清戦争の1895年までの4228年間にわたって中国の属国だった」と報道し、日本が中国の植民地だった韓国を救ったように報道した[32][33][34]。この報道についてVANKのパク・ギテ団長は、「韓国が元々中国植民地だったと伝えたCNNテレビ、平壌を中国植民地だと紹介したヒストリーチャンネルなどのケースと同じ脈絡のもの」「中国が東北工程のグローバル戦略の一環に、全世界のメディア通じて韓国歴史の歪曲を展開している証拠」と批判している[32][33]。
- 2004年8月、台湾政府の外郭団体である「中国語ネットワーク教育センター」が、ウェブページ上に「歴史的に、韓国は中国の植民地だった」と掲載したことを「誤り」として大量のスパムメールを送り、一旦は「中国の隣国だった」と訂正させることに成功した[35]。しかし、現在のところ再び元の表記に戻されており、再び抗議を行っている[35]。
- 2004年8月9日、「米Yahoo!」、百科事典サイト「Your Dictionary」、オンライン英辞典サイト「Dictionary.com」、図書情報サイト「Bartleby.com（英語版）」の4社が「北朝鮮の首都平壌は約2000年間、中国の植民地だった」と表記していることがVANKの調査により明らかとなった[36]。これらのサイトはすべて「平壌は紀元前108年から中国の重要な文化の中心地であり、中国の植民地であったが、その後、日本に渡った（Pyongyang, It was an important cultural center and Chinese colony after 108b.c. later fell to the Japanese)」と記しており、アメリカ最大の辞典The American Heritage Dictionary of the English Language（英語版）にも同様の内容が記載されていることを確認した[36]。VANKは、「これら歪曲された内容を記載したサイトが世界的に青少年たちが最も好むサイトという点で衝撃を与えている。これらサイトの歴史歪曲は中国が高句麗史を強奪するために国際的に大々的な広報を繰り広げているという証拠である」と発表した[36]。8月29日現在、「米Yahoo!」、「Your Dictionary」、「Dictionary.com」、「Bartleby.com（英語版）」は「歪曲」を修正しておらず、この「歪曲」された情報が世界最大の歴史放送「ヒストリー」、世界最大の百科事典「ブリタニカ百科事典」、世界最大の情報サイト「infoplease.com」などに拡散しており、「ヒストリー」は「平壌は紀元前1122年に中国の殷王朝の子孫によって建てられ、平壌の近くにある建国者の中国の学者箕子の墓は有名だ」とし、紀元前108年に中国の植民地となり、1594年に中国侵略の橋頭堡として使用を希望する日本に渡り、そのときに日本は平壌を完全に破壊し、文禄·慶長の役の原因も「仮道入明」と「歪曲」している[37]。「ヒストリー」は、これに先立ち、東北工程と任那日本府を支持する内容を紹介するなどの「歪曲」した情報を掲載し、是正されてから一か月も経過しないうちに再び繰り返しており、「ブリタニカ百科事典」は、渤海と新羅を唐の朝貢国、属国と表記している。VANKのパク・ギテ団長は、「ヒストリー」、「ブリタニカ百科事典」、「infoplease.com」の「歪曲」は、「米Yahoo!」、「Your Dictionary」、「Dictionary.com」、「Bartleby.com（英語版）」よりも影響力が非常に大きい点でより深刻であり、「このような歪曲韓国史の全世界拡散は、中国が高句麗は韓国史だとして韓国政府と韓国人を安心させ、もう一方では、高句麗が中国の歴史だという内容を世界史的な事実として規定するための偽善的な国際外交を推進している証拠だ」と指摘している[37]。
- 2006年4月、イギリスの出版社であるDKが発行する教科書が「韓国の公用語は中国語とハングル」と記述、「東海」を「日本海」と表記、「韓国は稲作を主にする後進国型農耕国家」と記述、朝鮮の歴史は「日本の朝鮮半島侵略、アメリカとソ連による分断、朝鮮戦争だけを紹介」し、全世界の学生に韓国の否定的なイメージを植えつけていることがわかった[38]。VANKのパク・ギテ団長は、「全世界の教科書で紹介されている韓国を理解する資料は、韓国から直接伝えたものではなく、日本や中国を通じて歪曲された資料が伝わったものが多いため、このような間違いが生じる。…5000年間培ってきた豊かな文化遺産と世界のIT強国、世界12位の経済大国に成長した韓国のイメージなどの肯定的な内容を一日も早く紹介しなければならない」と述べている[38]。
- 2006年11月、CIAが2007年版『ザ・ワールド・ファクトブック』において「韓国は1000年間独立国家だったが、日露戦争により日本が占領した」と紹介した[39]。これに対してVANKは、CIAに抗議書簡を送り、「これは西暦1000年以前は、独立国家ではなかったという意味で、高句麗と古朝鮮の歴史を古代史から除いている」として、CIAは中国のロビー活動や広報活動を支持し、歴史歪曲を行ったと批判した[39]。
- 2007年10月、ブリタニカ百科事典、世界最大教育ポータルサイト「Fact Monster（英語版）」、コロンビア大学オンライン百科事典「Bartleby.com（英語版）」などの有名教育ポータルサイトが深刻に歪曲していた三国時代の歴史を修正したことが判明した。VANKは、これらの有名教育ポータルサイトに対して是正要求活動を推進していた[40]。これらの有名教育ポータルサイトは、高句麗を朝鮮最初の国家として掲載し、古朝鮮史を欠落させ、三国時代の建国年度も間違って掲載していた[40]。有名教育ポータルサイトは、三国の建国年度を、紀元前37年に建国した高句麗は100年、紀元前18年に建国した百済は250年、紀元前57年に建国した新羅は350年と掲載し、高句麗は137年、百済は268年、新羅は407年の歴史が消失しており、朝鮮の歴史の冒頭部分を「朝鮮は全歴史を通じて中国と日本から強い影響を受けた」「朝鮮は中国の植民地国家」と掲載していた。VANKは、「これらのサイトに歴史資料を提供したコロンビア大学出版社から今後の改訂版でVANKが指摘した部分を改める、という返書を受けた」「これらの機関のサイトは、高句麗を朝鮮最初の国家に歪曲した部分を是正し、最初の国家である古朝鮮を追加し、三国の建国年度を修正した」「朝鮮は全歴史を通じて、中国と日本から強い影響を受けたと紹介した部分も削除された」と報告した[40]。
- 2009年、VANKが外国教育機関、百科事典、博物館、図書館などのウェブサイトに掲載されている世界地図やアジア地図を調査したところ、多くのウェブサイトが韓国を中国の領土として掲載していることが判明した[41]。これにに関してVANKのパク・ギテ団長は、「中国政府の世界化戦略がますます露骨になった」と怒りを露わにしている[41]。VANKは2005年にも同様の調査をしたが、外国教育機関、百科事典、博物館、図書館などの34機関のウェブサイトが、韓国を中国の領土としていた[41]。2009年に再度調査したところ、53機関のウェブサイトが、韓国を中国の領土としており、多数の外国教育機関、百科事典、博物館、図書館のウェブサイトが、韓国を国家として認めていない表現をしていた[41]。さらにVANKのパク・ギテ団長は、「東海を日本海と表記した地図が広がれば、世界の人々が独島を竹島として認識するようになってしまうのは明らか。それと同じように、韓国を中国の領土として掲載した地図が増えれば、世界の人々が高句麗の歴史を中国の歴史として認識することになってしまう」と意見を述べている[41]。
- 2017年4月6日、アメリカのドナルド・トランプ大統領が中国の習近平総書記（国家主席）と米中首脳会談を行ったが、そこで交わした会話の内容を『ウォール・ストリート・ジャーナル』のインタビューで話し、習近平が「朝鮮半島は中国の一部だった」と発言したことを明らかにし、「習近平主席が中国と朝鮮半島の歴史について話した。数千年の歴史と数多くの戦争について。朝鮮は実は中国の一部だった」「朝鮮は実際に中国の一部だった（Korea actually used to be a part of China）」「習主席から中国と韓国の歴史について聞いた。北朝鮮ではなく韓半島全体の話だった。（中国と韓国には） 数千年の歳月の間、多くの戦争があった」「（習主席の歴史講義を）10分間聞いて（北朝鮮問題が）容易ではないことを悟った」と語った[42][43]。4月21日、VANKはこれに反論するキャンペーンを展開すると発表した[44]。それによると、これまでに作成した韓国の歴史関連動画を活用すると同時に、新たな反論動画を作成して全世界の小学生・中学生・高校生に集中広報し、さらに、トランプ大統領の歴史認識の誤りを指摘するコンテンツを作成し、SNSで全世界に集中広報し、韓国の小学生・中学生・高校生・大学生が韓国の歴史を正しく知らせる「グローバル韓国広報大使」として活動できるように特別講義などのプロジェクトを構想している[44]。VANKのパク・ギテ団長は、「両首脳が発言の真偽より10年、20年後がもっと心配だ。アメリカの若者たちが授業で学ぶ世界史の教科書には『韓国は歴史的に、中国の植民地であり、属国である』という内容が広範囲に記述されているのが問題」「このような歪曲された教科書を見て学んだ将来の指導者が、トランプ大統領のように韓国の歴史を中国の属国だと認識してしまう」「否定的に紹介された韓国の歴史を変えるためには、古朝鮮、高句麗、百済、新羅、渤海、高麗、李氏朝鮮などの韓国の歴史を適切に世界の人々に通知する必要がある」と述べている[44]。
- 2017年4月、VANKが中国の歴史を紹介した外国教育機関、百科事典、博物館、図書館などのウェブサイトを調査した結果、53機関の世界地図が歴史を歪曲しており、25機関は朝鮮半島全体を中国領土と表記しており、18機関は漢江以北までを中国領土と表記しており、7機関は全羅道以北までを中国領土と表記している[44]。VANKのパク・ギテ団長は、「世界の人々が歪曲された情報を受け入れてしまうと悲憤慷慨するのではなく、今からでも政府、学界、民間が一つになって韓国関連の歪みを正す努力が必要だ」と述べている[44]。
- 2020年10月、アメリカの大学に進学する全世界の学生が使用するSATとAPの教科書が、歴史上ほとんどの期間、朝鮮は中国の植民地だったと記述していることがJTBCニュースルームの取材で明らかになった[45]。アメリカの主要な教科書出版社であるBarrons Educational Series（英語版）が刊行しているSAT教科書は、700年代の唐の領土に新羅が含まれており、「朝鮮は、被保護国だった」と記述しており[45]。Barrons Educational Series（英語版）のAPの教科書は、明の領土が清川江まで広がり、清の領土には朝鮮半島全体が含まれている[45]。また、プリンストン・レビュー（英語版）の教科書は「朝鮮は、唐の属国だった」と記述しており、日本と日朝修好条規を結んだ1876年に朝鮮は中国から独立したとして、朝鮮は有史以来中国の属国であり、それがそのまま日本の植民地になったと記述している[45]。これについてVANKのパク・ギテ団長は、「これが放置されると、朝鮮の歴史は100年しかないということなり、韓流の国の歴史は古代から中国と日本の植民地だったということになり、我々は文化国というイメージが断絶される」と批判している[45]。
- 2021年8月12日、アメリカのSATとAPの教材の多くが、韓国の歴史について「誤った」説明を記述していることがVANKの調査で判明した[46]。Barron's（英語版）、カレッジボード、プリンストン・レビュー（英語版）が新たに発行したSATの教材をVANKが調査したところ、2020年12月1日にBarron's（英語版）から出版された「SAT 世界史試験 3版」には、「百済は朝鮮半島の南東にあった」「百済は日本の歴史の一部だ」という記述が確認された[46]。また、「SAT 世界史試験 3版」は三国時代以前の韓国史については説明せず、「1952年に朝鮮戦争が勃発した」「1988年のソウル五輪開催時にも独裁政権を維持していた」などと記述、「SAT 世界史試験 2版」では「東海」（East Sea）と表記していたが、「SAT 世界史試験 3版」では「日本海」（Sea of Japan）に修正しており、Barron's（英語版）が発行した「AP 人文地理学プレミアム」は、「朝鮮半島では中国と日本の文化が支配的だった」と記述している[46]。SATを主催するカレッジボードが出版した世界史問題集では、1300年の地図で高麗がモンゴルの汗国に含まれており、「地図で黒くなっている部分は、すべてモンゴルの汗国の範囲」と解説、さらに、1875年以前の朝鮮を独立国家ではないように記述、1894年に勃発した甲午農民戦争を「内戦」と解説していた[46]。VANKは2020年9月からSATやAPの教材の出版社を対象に韓国に関する「誤り」の修正を要求する運動を行っており、今回調査した教材の「誤り」も指摘する[46]。

## その他の活動

### 2005年
2005年4月、日本の歴史歪曲を世界に告発し、国際社会での日本の地位失墜などを誘導する「ディスカウント・ジャパン運動」を開始。
2005年5月、ハンナラ党がクローン研究で当時有名であった黄禹錫（ファン・ウソク）教授にノーベル賞をプレゼントしようと、ノーベル財団等の国際機関に対してロビー活動「H2Oプロジェクト（H2は黄教授とハンナラ党を表し、OはNo.Oneを表す）」を行い、VANKを活用すると発表した。活動の効果・意義を始めとして、子供を使って、これまで激しく批判してきたロビー活動を自ら行うことに批判が噴出した。
2005年11月に発売されたシステムソフト・アルファーのシミュレーションゲーム「現代大戦略2005〜護国の盾・イージス艦隊〜」について、自衛隊による竹島防衛や済州島制圧を扱っているとし、このゲームを通じて、日本の誤った歴史認識がゲームを通じて全世界に拡散するとして、現在、「現代大戦略2005」に関する「誤り」を改めるよう働きかける運動を行っている。同時に、今後「韓国を正しく知らせる運動」の活動範囲を全世界のゲーム会社にも拡大すると発表した。

### 2006年
2006年1月、「ワールド・ベースボール・クラシック(WBC)」公式ホームページにある、太極旗の4卦が左右反対になっていることを批判してメールを送り、運営者がすぐに訂正するトラブルがあった。しかし、翌2月にも、WBCの広告において、太極旗の陰陽模様の赤と青を逆にする「誤り」があった。WBCについては、ESPNのホームページでも済州島を日本領にする、ソウル近郊まで北朝鮮領として塗り潰されているのが発見されて抗議活動を行ったほか、上記のような明らかな「誤り」以外に、"Sea of Japan"（日本海）表記に対して抗議を行った。
2006年2月、VANKは、5大重点事業を策定し（団員に『アジア平和大使』を委嘱、韓国人と韓国系在外同胞との交流の推進、海外約1,000校の朝鮮語学校への教材の寄贈、学校とバンクとの姉妹交流提携、『次世代韓国人リーダーネットワーク』の構築）、これを推進すると発表した。これは、朴団長が主張する「韓国はアジアの中心に位置し、大陸と海洋を結ぶ半島に位置して美しい四季があり、韓国人は白人と黒人の中間の黄色人種である。韓国人は世界の最高傑作であり、世界の中心になるべきである」というものである。
2006年4月、VANKはロイター通信を運営しているロイター財団が開設しているホームページに、鬱陵島を日本領とする「誤り」があるとして、メールを送っているが、返事がなく無視されていると発表した。加えて、ロイター通信は、300ヶ所以上の国際団体、政府機関、メディア等に配信されており、この「誤り」の放置は深刻な問題であるとした。同月、日本の海上保安庁が竹島周辺海域の海洋調査を行うことが発表されると、韓国内でそれに対して抗議する機運が高まり、VANKには一般市民以外にも、韓国政府関係者や大学教授から助言を求める電話が相次いだ。
2006年9月、VANKは、CNNのニュースサイトにおける、日本の内閣総理大臣の靖国神社参拝の是非についてのウェブアンケートについて、参拝に賛成とする意見が多かったことを、CNNが日本に協力して世論誘導したとして批判した。VANKは、対抗策として全世界の放送局、平和団体、国際機関、教育機関に、靖国神社を批判するメールを送る運動を進めるとともに、11月を目途に、日本の軍国主義を全世界に知らせようという "Paths to Peace" を作ると発表した。
2006年12月、韓国EMCは、活版印刷の起源は韓国であることをアピールするための全世界規模の活動を支援するために、VANKにノートパソコン12台を寄贈した。2006年9月、VANKは、清州古印刷博物館と協約を締結し、『直指心体要節』が世界最古の活版印刷物であることを知らせる運動を行うと発表した。これは、ドイツのヨハネス・グーテンベルクが世界最古の印刷物を発明したという「誤り」が世界に広まっているとし、全世界の教科書、百科事典などの出版社、インターネットサイトにメールを送り「誤り」を訂正するよう働きかけるものである。

### 2007年
2007年9月、VANKはYouTubeにキムチを侮辱する画像が多く投稿されているとして、キムチを好意的に紹介する映像を流さねばならないと発言した。

### 2008年
2008年8月、興行成績が好調だった映画『グッド・バッド・ウィアード』のキム・ジウン監督が、ソニーの「ブラビア」などの広告出演料をVANKに寄付することを表明した。
2008年10月、韓国政府はVANKに対する予算支援を打ち切ることが明らかとなった。しかし、国民から激しい反発を受け、支援を続ける意向を示した。また、李明博大統領自ら予算の配分を直接指示した。

### 2009年
2009年8月、VANKが『韓国料理の世界化』のため、農林水産食品部と『了解覚書』を結んで本格的な『韓国料理外交使節団』活動を開始したことが伝えられた。VANKの調査によると欧米で韓国の料理といえば「犬肉のスープに使われる犬を縛って叩く姿」が想起されるとし『歪曲された韓国料理』のイメージを早急に正すことが課題であるとした。パク団長はウィキペディアに朝鮮料理に対する誤った情報が70個あったため、VANK会員がその大部分を訂正したとし、ウィキペディアにVANKが参加していることを語った。

### 2010年
2010年3月1日、韓国の大量のネットユーザーが日本語電子掲示板サイト2ちゃんねるへのDoS攻撃により通信障害を発生させサーバーダウンさせた。当初、パク・ギテ団長は2ちゃんねるの書き込みと日本語ネットユーザーとみられる人物からの反撃に対して「日本は自ら国際社会での威信を失墜させた」「F5アタックすれば、加害者の日本と同レベルだ。日本など無視すべき」とコメントし、VANK自身は無関係であることを強調していたが、のちにこの一件がVANK主導であったことが判明した。これにより、アメリカ合衆国にあるPacific Internet Exchangeのシステムが損壊、250万ドル（日本円にして2億2千万円）の損害を蒙り、一部の米政府に関連する業務に支障を来す結果となり、FBIが調査に乗り出した。
2010年9月、2020年東京オリンピック誘致活動について、日本の右翼団体が東京や大阪などで在日韓国人を狙った人種差別的な『反韓・嫌韓デモ』を行っており、平和と人類愛を掲げる五輪精神に反するとして東京を五輪招致から除外するようIOCに告発文を送付した。

### 2012年
東北アジア歴史財団、韓国挺身隊問題対策協議会と慰安婦アニメ「少女の話」を共同作成し、欧州のアニメフェスティバルなどに出品することを発表した。

### 2013年
1月9日、韓国を訪問した中国人観光客に対して、独島や旧日本軍の慰安婦問題などをめぐる日本の不当性を知らせる活動を始めると方針を表明した。
4月5日、『日本では反韓デモが行われており、（東京都には）2020年夏季オリンピック誘致の資格はない』との書簡を国際オリンピック委員会 (IOC) などに送付した。「平和と人類愛のオリンピック精神に反する行動をしている」との主張をニューヨーク・タイムズ、ワシントンポスト、CNNなど、世界の主要マスメディアの記者にも発送した。9月11日、13億の人口を抱える中華人民共和国の国際的な影響力を追い風に、世界の70億人に独島と日本の過去の帝国主義を知らせる『韓・中平和プロジェクト』を展開することを表明。

### 2020年
VANKは、2020年1月6日にFacebook上に放射線防護服を着用した聖火ランナーの姿を描いたポスターの画像を掲出し、一時はこれを在韓日本大使館の建て替え工事現場にも掲出したと発表した。これに対して、国際オリンピック委員会 (IOC) から、オリンピックシンボルを政治利用したとして警告を受けたが、これに反論したと自ら発表した。

### 2022年
2022年7月23日、日本が世界遺産の登録を目指す佐渡島の金山（新潟県佐渡市）に関して、朝鮮人労働者の強制徴用があったとして登録に反対するネガティブキャンペーンを諸外国に向け発信開始した。